# Maison Germeau
Pour les articles homonymes, voir Germeau.
La maison Germeau est un immeuble de style Art nouveau de Liège (Belgique) réalisé par l'architecte Victor Rogister en 1906.

## Situation
Cet immeuble se situe au no 1 de Jonruelle dans le quartier Saint-Léonard à Liège à proximité du parc Saint-Léonard. L'immeuble contigu sis au no 2 de la rue Vivegnis a été érigé dans le même style.

## Description
Cet immeuble d'angle comporte trois niveaux (deux étages) et quatre travées. Le soubassement est réalisé en moellons de grès à dominante grise surmontés d'un cordon mouluré en pierre calcaire. La partie principale des façades est élevée en briques interrompues par des cinq bandeaux en pierre calcaire. La travée d'angle comporte un oriel à trois pans s'étendant sur les deux étages. Cet oriel est surmonté par un arc en plein cintre situé entre deux pilastres à terminaison striée. Plusieurs ornements de style Art nouveau ponctuent les façades comme quatre ancres de façade aux formes arrondies ou différents carrés et rectangles ainsi que neuf cercles placés entre les modillons de la corniche.